# NTT DoCoMo

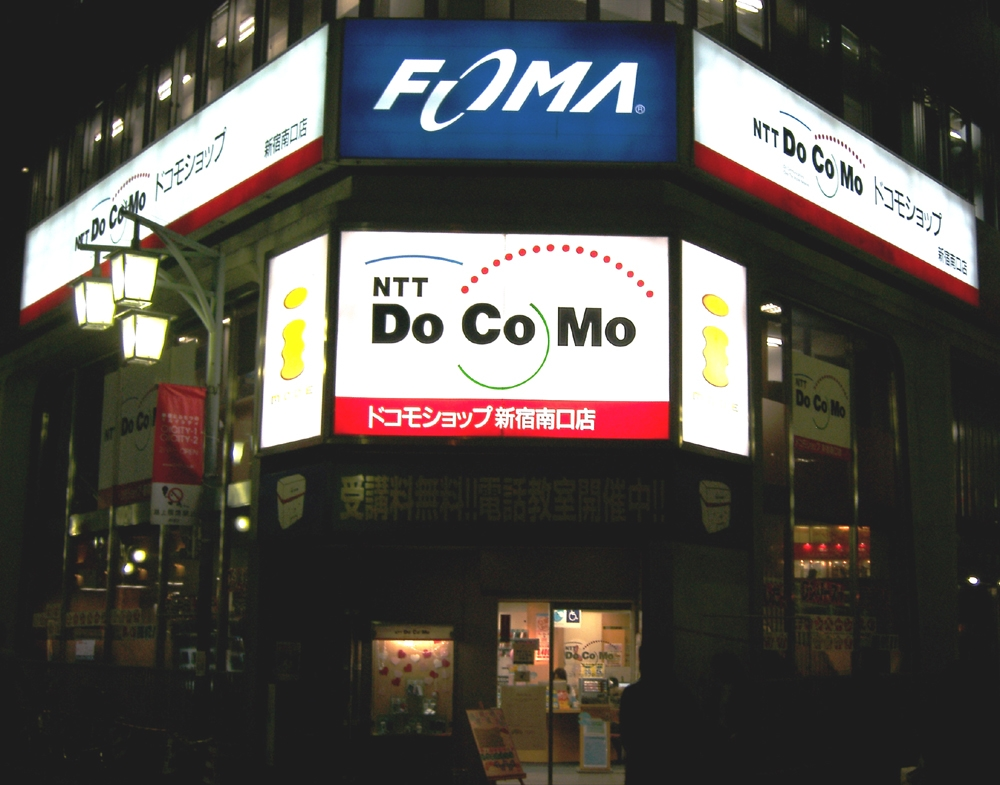
Магазин мобільного зв'язку DoCoMo Shinjuku в Сіндзюку.

NTT Docomo, Inc. (яп. 株式会社NTTドコモ, стилізовано як NTT DoCoMo до 2008 року) — японський оператор мобільного зв'язку, що належить Nippon Telegraph and Telephone (NTT). Назва офіційно є абревіатурою вислову «do communications over the mobile network» (укр. «надавати послуги зв'язку за допомогою мобільної мережі»), а також є складним словом dokomo з японської мови, що означає «всюди». Штаб-квартира компанії розташована в Sanno Park Tower, Наґата, Токіо. Docomo надає послуги телефонного зв'язку, відеозв'язку (FOMA і деякі PHS), інтернету (i-mode) та пошти (i-mode mail, Short Mail і SMS). Це найбільший оператор мобільного зв'язку в Японії, кількість абонентів якого станом на березень 2024 року становила 89.939 мільйона.

## Історія компанії
- Липень 1992. Заснування NTT Mobile Communications Network, Inc.
- Березень 1993. Введення в експлуатацію цифрового стільникового зв'язку.
- Березень 1997. Введення в експлуатацію сервісу пакетної передачі даних.
- Жовтень 1998. Вихід на Токійську фондову біржу.
- Грудень 1998. Takes over Personal Handyphone System (PHS) business from NTT Personal Group.
- Лютий 1999. Запуск сервісу i-mode.
- Березень 1999. Припинення підтримки аналогових стільникових телефонів.
- Квітень 2000. Зміна офіційної назви компанії на NTT DoCoMo, Inc.
- Травень 2001. Запуск сервісу FOMA (експериментальний).
- Жовтень 2001. Запуск сервісу FOMA (комерційний).
- Березень 2002. Вихід на Лондонську та Нью-Йоркську біржі.
- Грудень 2005. Запуск сервісу мобільних кредитних карток iD.
- 2010. Почався продаж першого у світі телефону типу docomo PRIME series F-04B, розробленого компанією Fujitsu для оператора NTT DoCoMo в 2008 році.

## Послуги

### FOMA
DoCoMo був першим оператором, що запустив мобільний зв'язок третього покоління (3G). Сервіс DoCoMo 3G йде у компанії під брендом FOMA. На сьогоднішній день (2007) FOMA використовує технологію WCDMA, що дає швидкість 384 Кбіт/с. DoCoMo в основному використовує протокол, що відрізняється від європейської версії UMTS, але компанія робить деякі кроки до модифікації своєї мережі FOMA, щоб повністю відповідати стандарту UMTS, прийнятому в світі. Приїхавши до Японії, ви можете відчути, що найбільший оператор стільникового зв'язку DoCoMo має дуже погане покриття мережі UMTS — це не так. Просто ваш телефон може працювати тільки на тих ділянках, де протокол відповідає європейській версії, а таких місць ще поки мало.

### HSDPA
DoCoMo працює в напрямку збільшення швидкості з'єднання до 14.4 Мбіт/с, використовуючи HSDPA.
Зв'язок зі швидкістю до 3.6 Мбіт/с на ячейку для вихідного від базової станції сигналу запущена в серпні 2005.

## Власники
- Nippon Telegraph and Telephone — 60,24 %

## Мобільні телефони під брендом NTT DoCoMo
Мобільні телефони під брендом «NTT DoCoMo» продаються і представлені в двох серіях: NEXT і WITH.
Визначити виробника можна за першими літерами в назві моделі. Наприклад: DoCoMo L-02B, де перша буква L позначає виробника LG.
Розшифровка кодів виробників:
- СА — Casio
- F — Fujitsu
- HC — HTC
- L — LG
- M — Motorola
- N — NEC
- NK — Nokia
- P — Panasonic
- SC — Samsung
- Sh — Sharp
- So — Sony
- T — Toshiba